# 世界哲学日
世界哲学日是联合国教科文组织自2002年发起的一个纪念日，为每年11月的第三个星期四。目的是促进哲学教学的发展，鼓励人们对思想和理性进行批判，对当代重大问题进行哲学分析、研究和探索，加强哲学、人文科学与社会科学等领域的国际合作。

## 历年主题
- 2012年：后代